# William Davenant
William Davenant (Oxford, 3 de març de 1606 – Londres, 7 d'abril de 1668) fou un poeta i autor dramàtic anglès.
Fou patge de la duquessa de Richmond i després aconseguí la protecció de Fulke Greville. Mort el seu protector, Davenant, que ja als catorze anys havia escrit una Ode in remembrance of master Shakespeare, es dedicà al teatre. El 1629 va compondre la tragèdia Albovine, King of the Lombards, a la que li seguiren poc temps després els drames The cruel brother i The pest Italian i el 1643 ideà la famosa mascarada The temple of live, que havia d'ésser representada al Whitehall per la reina i les dames de la cort.
Cantà l'heroisme del príncep Rupert en inspirada poesia (Madagascar, 1635) i a la mort de Ben Jonson, el 1638 fou nomenat poeta de la cort i director d'espectacles reials el 1839. Va combatre quan la guerra civil per la causa de la monarquia, i ensems fou armat cavaller, refugiant-se després de la derrota de Carles I a França, on es convertí al catolicisme.
Presoner del Parlament en una expedició vers Cowes Castles la seva epopeia Gondibert que, començada a França i publicada quan la seva presència a la Tower (1661), va merèixer ser equiparada per Hobbes a l'Eneida i a la Ilíada. Posat en llibertat, el 1656 inaugurà una sala d'espectacles, Rutland House, en la que posà en escena la primera part del seu ?
Siege of Rhodes (imprès el 1663, dues parts), rica en canvis escènics i dotada de cor i part instrumental, que ofereix la particularitat d'haver pres part per primera vegada en la seva representació d'actors d'un i altre sexe.
A aquelles obres li seguiren: Cruelty of the Spaniards in Peru (1658) i History of sir Francis Drake (1659). Introduí el sabor clàssic, el metro i fins a la riquesa escènica del teatre francès, causa per la qual, i no obstant haver estat adaptador d'algunes obres de William Shakespeare (Tempest, Macbeth, Juli Cèsar, etc.), apartà el drama anglès del camí nacional.
Les seves obres completes aparegueren publicades a Londres el 1672, i més tard, amb notes biogràfiques, per Laing i Macdment a Edimburg (1872-74, 5 volums). El seu cadàver fou sepultat a l'abadia de Westminster.